# Josef Oberwallner
Josef Oberwallner (* 25. Mai 1884 in Haag in Oberbayern; † nach 1949) war ein deutscher Landrat.

## Leben
Nach dem Abitur am humanistischen Gymnasium Augsburg absolvierte Josef Oberwallner ein Studium der Rechtswissenschaften an der Ludwig-Maximilians-Universität München, legte die erste juristische Staatsprüfung ab und leistete den dreijährigen Vorbereitungsdienst (Referendariat) beim Amts- und Landgericht München. 1911 legte er das Große juristische Staatsexamen ab und promovierte zwei Jahre später mit der Dissertation „Der Begriff der Erfindung nach deutschem Patentrecht“ zum Dr. jur. Als Kriegsfreiwilliger leistete er Kriegsdienst und wurde im Dezember 1918 zunächst Akzessist und im Oktober 1919 Bezirksamtmann in Bad Aibling. Im Oktober 1928 zum Regierungsrat ernannt, wechselte er 1930 zur Regierung von Niederbayern. 
Am 1. Februar 1934 wurde er zum Bezirksamtsvorstand in Burglengenfeld ernannt, wo er bis zu seinem Weggang im April 1938 zum Bezirksamt Vilsbiburg (ab 1939 Landkreis Vilsbiburg) im Amt blieb. Zum 1. Mai 1935 trat er in die NSDAP ein (Mitgliedsnummer 3.648.596). Dort übte er das Amt des Landrats aus und erhielt für die zweite Jahreshälfte 1942 die Abordnung zur Regierung Schleswig. 
Am 2. August 1945 wurde er seiner Ämter enthoben. Über ein mögliches Entnazifizierungsverfahren gibt die Quellenlage keine Aufschlüsse. Er erhielt zum Jahresbeginn 1948 eine Anstellung bei der Landesversicherungsanstalt von Niederbayern. Dort wurde er am 18. Mai 1949 zum Oberregierungsrat befördert; zum 1. Februar 1950 ging er in den Ruhestand.